# Cornelis van Senen
Cornelis van Senen  (* in Selamon, Lonthor, Banda-Inseln; † Ende 1661 in Batavia) war ein indonesischer Lehrer, calvinistischer Prediger und Landbesitzer. Er wurde unter dem Namen Meester Cornelis bekannt.

## Herkunft
Cornelis van Senen wurde als Sohn einer angesehenen Familie der Insel Lonthor geboren. Die Bandanesen waren bereits durch die  Portugiesen zum Christentum bekehrt worden und sprachen ein (kreolisches) Portugiesisch. Master Cornelis kam 1621 nach den radikalen Eroberungsmaßnahmen J. P. Coens, wodurch die Banda-Inseln so gut wie entvölkert worden waren,  nach Batavia. Viele Bandanesen waren ermordet worden oder geflüchtet. Die zurückgebliebenen wurden versklavt oder gefangen genommen.
Die mitgeführten Sklaven – bandanesischer oder anderer Herkunft, aber auch nicht einheimische muslimische – wurden oft nach wenigen Jahren freigelassen. Man bezeichnete sie als Mardijkers, von dem Sanskrit-Wort maharddhika, „sehr reich, glücklich und mächtig“. Im alten Java wurde damit darauf abgestellt, dass die Person ein freier Mann war, der nicht mehr in Sklaverei oder Leibeigenschaft lebte. Im  Indonesischen lebt das Wort merdeka fort, das „frei“ bedeutet. Die Mardijkers siedelten schließlich in eigenen Vierteln für „inländische Christen“. In Batavia entstand das noch heute bestehende „Kampung Banda“. Wahrscheinlich war auch Meester Cornelis ein Mardijker.

## Schulmeister und Prediger
Der Unterricht erfolgte ursprünglich in Niederländisch, weshalb er für viele nicht zugänglich war. 1635 gab es drei Schulen: eine Schule verbunden mit dem 1629 eröffneten Armenhaus, eine Schule im Malabar-Viertel und eine Schule im bandanesischen Viertel. Die Letztere stand ab 1635 unter Leitung von Meester Cornelis, der die Grundlagen des christlichen Glaubens in Maleis und später auch auf Portugiesisch lehrte. Er betete zweimal täglich mit den einheimischen Christen und leitete am Sonntag als Vorsänger und Predigtleser den maleiischen Gottesdienst. Im Bandalesischen Viertel war er Ortsvorsteher.
1642 wurde er Proponent. Damit war er nicht mehr auf das Vorlesen von Predigten beschränkt, sondern konnte eigene Predigten vortragen. Das festigte die Bedeutung Meester Cornelis’ als wichtigsten Mittelsmanns zwischen dem niederländischen Kirchenrat und den „inländischen Christen“. Die meisten Prediger sprachen weder Portugiesisch noch Malaiisch. Zu den Aufgaben Meester Cornelis’ gehörten neben der Leitung des Gottesdienstes und dem Religionsunterricht auch Krankenbesuche. Er hatte die Aufsicht über die Verteilung der diakonischen Mittel, die Registrierung von Taufen und Hochzeiten. Er prüfte die Glaubenskenntnisse der Taufkandidaten. Er beriet über die Verteilung der Bibeln in Malaisch, hatte die Aufsicht über die Lehrer und bildete diese teilweise selber aus.
Das Proponentenamt war formell ein Aufstieg in das Amt des Predigers, wodurch er auch das Recht der Spendung von Taufe und Abendmahl erlangte. Trotz der Bemühungen des Kirchenrates von Batavia, des Generalgouverneurs und seiner selbst in den Jahren 1647 und 1650 dauerte es lange, bis er endlich examiniert wurde. 1657 wurde er schließlich auf Bitten des Generalgouverneurs Joan Maetsuycker und der Heren XVII (Leitung der Niederländischen Ostindien-Kompanie) durch den Kirchenrat von Batavia examiniert. Zuvor wurde er nicht zugelassen, weil seine Predigten nicht den Erwartungen entsprachen.

## Landbesitzer

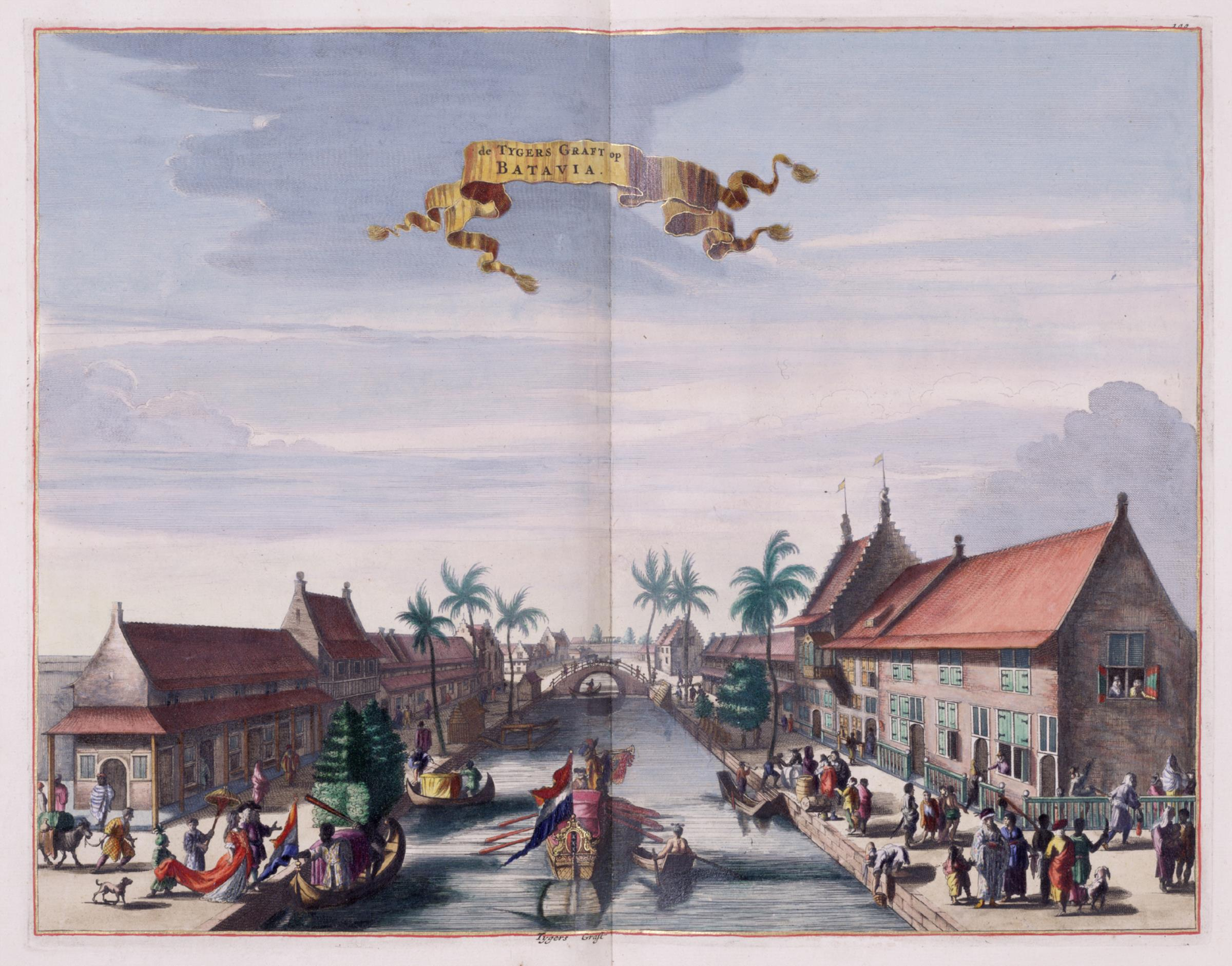
Die Tigergracht 1682

Van Senen vergaß seine weltlichen Belange nicht. Er war Eigentümer eines Hauses an der Tijgersgracht. 1656 wurde er Besitzer eines Grundstücks von ungefähr fünf Quadratkilometern am Ciliwung-Fluss, 12 Kilometer südöstlich des Kastell Batavia. Er rodete dort den Wald auf Grundbesitz der Niederländischen Ostindien-Kompanie. Erst fünf Jahre später wurde er Eigentümer der Parzellen.
Gemeinsam mit seinem Sohn Zacharias ließ er das Land kultivieren und Gräben bis nach Pulo Gadung (Ost-Jakarta) ziehen. Ab 1655 ließ Cornelis sein Land durch den Malaier Encik Tjasing aus Deli und Abdul aus Makassar mit seinen Leuten mit Reis und Obstbäumen bepflanzen. Meester Cornelis verpachtete das Land und lebte sodann vom Pachtzins.
1661 starb Meester Cornelis, sein Name jedoch blieb mit dem Gebiet verbunden, das noch bis zum Ende der Kolonialzeit Meester Cornelis hieß. 1935 wurde das Gebiet nach Batavia eingemeindet.
Nach dem Souveränitätsvertrag mit Indonesien vom 27. Dezember 1949 wurde Batavia in Jakarta umbenannt. Auch andere europäische Namen wurden unter Rückbesinnung auf die einheimische Sprache und Kultur in indonesische Namen geändert. Das Gebiet von Meester Cornelis, inzwischen ein Stadtteil und Wohngebiet von Jakarta, wird nun Jatinegara (Land des Teak-Holz) genannt.
Der Markt in Jakarta, der den Namen Pasar Senen trägt, ist nicht nach Cornelis van Senen benannt. Pasar Senen bedeutet Montagsmarkt.